# Abraham Bloemaert
Abraham Bloemaert (Gorinchem, 1564. vagy 1566. december 25. — Utrecht, 1651. január 27.) holland festő és rézmetsző. Történelmi és tájképeket festett késő manierista stílusban.

## Életpályája
Művészcsaládban született, atyja Cornelis Bloemaert (1525–1595) építész és szobrász volt. A család 1575-ben Utrechtbe költözött, ahol Abraham Bloemaert festészetet tanult, Gerrit Splinter és Joos de Beer voltak a mesterei. Ezután három évet (1581–1583) Párizsban töltött különböző mesterek (Jehan Bassot /esetleg Jean Cousin az ifjabb/ és Maistre Herry) kezei alatt, majd bekerült a Fontainebleau-i iskolába, s ott honfitársa, Hieronymus Francken (1540–1610) barokk festő részesítette kitűnő képzésben. 1583-ban tért vissza Utrechtbe. 1591-ben kinevezték apját városi építésznek Amszterdamba, ekkor a festő is atyjával ment, majd csak 1593-ban, atyja halála után tért vissza Utrechtbe, majd ott a Szent Lukács céh vezetője lett, s sok megrendelést kapott a titkos katolikus templomoktól.

## Munkássága
Igen termékeny és több műfajban alkotó festő volt, festett és maratott történelmi, mitológiai és allegorikus képeket, tájképeket, csendéleteket, állatképeket. Legkedvesebb területe a vidéki élet ábrázolása lett, a tájképekhez különféle motívumokat alakított ki, például parasztházakat, fákat, romos nyaralókat, vallási, mitológiai alakokat, de ezek mind alárendelt szerepet játszottak a vidéki táj ábrázolásához képest.
Mind a négy saját fiát ő tanította, Hendrick, Frederick, Cornelis és Adriaan mind hírnevet szerzett festőként vagy rézmetszőként. Az RKD (=Rijksbureau voor Kunsthistorische Documentatie) többek közt a következő művészeket jelöli meg, mint Abraham Bloemaert-tanítványokat: Jan van Bijlert, a két Boths, a két Honthorsts, Leonaert Bramer, Bartholomeus Breenbergh, Hendrick ter Brugghen, Jacob Gerritsz. Cuyp, Willem van Drielenburg, Wybrand de Geest, Nicolaus Knüpfer, Cornelis van Poelenburch, Henrik Schook, Matthias Stom, Herman van Swanevelt, Dirck Voorst és Jan Weenix.
Mitológiai és vallásos tárgyú képeit az utrechti, koppenhágai és stockholmi képtárakban, rajzait Párizsban a Louvre-ban, Bécsben az Albertinában, néhányat a budapesti Szépművészeti Múzeumban őriznek. Frederik fia számára tanulmányi célból készített rajzai metszetsorozatként is megjelentek. Kompozícióit rézmetszők sokszorosították.

## Galéria

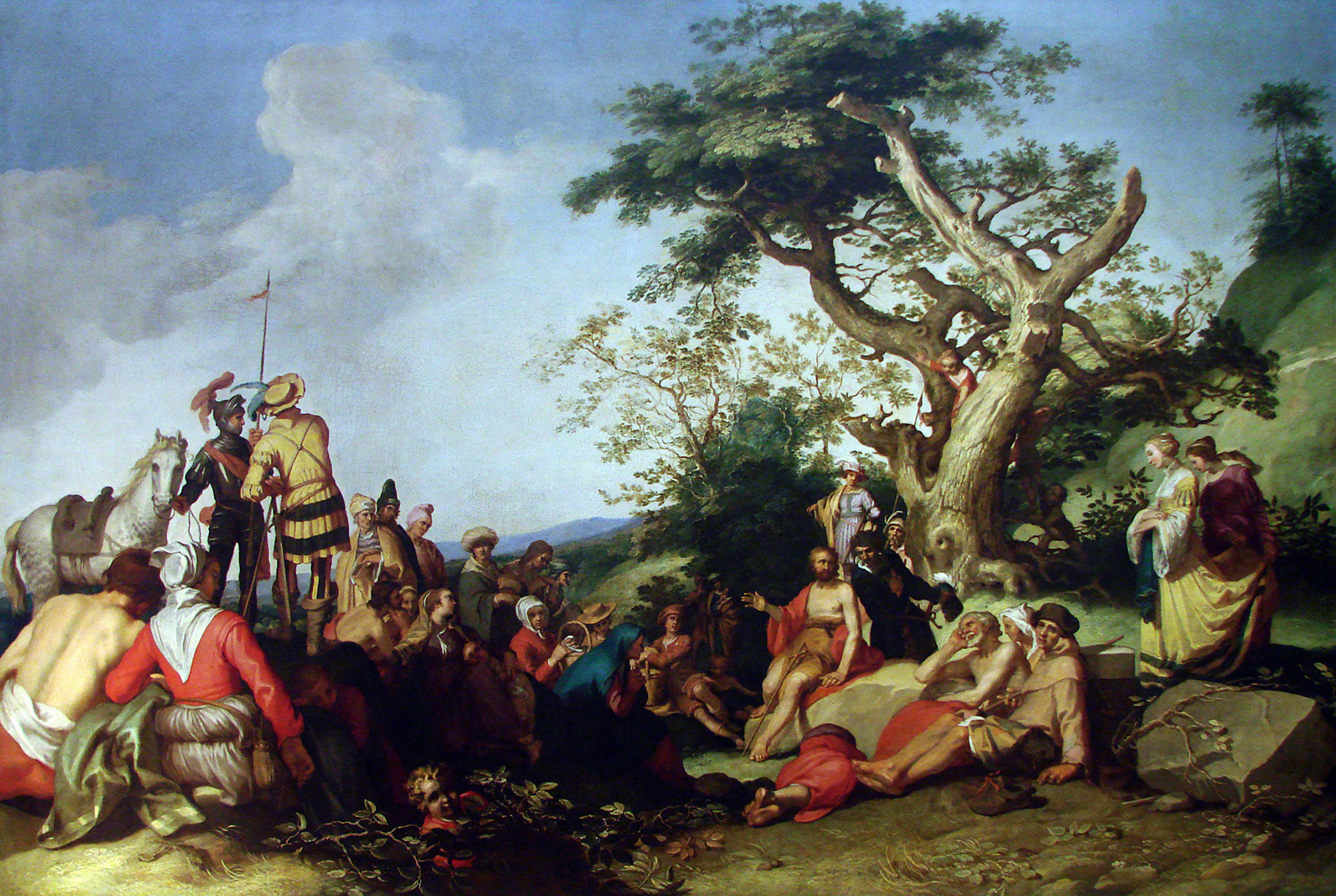
Keresztelő Szent János prédikációja (1620)
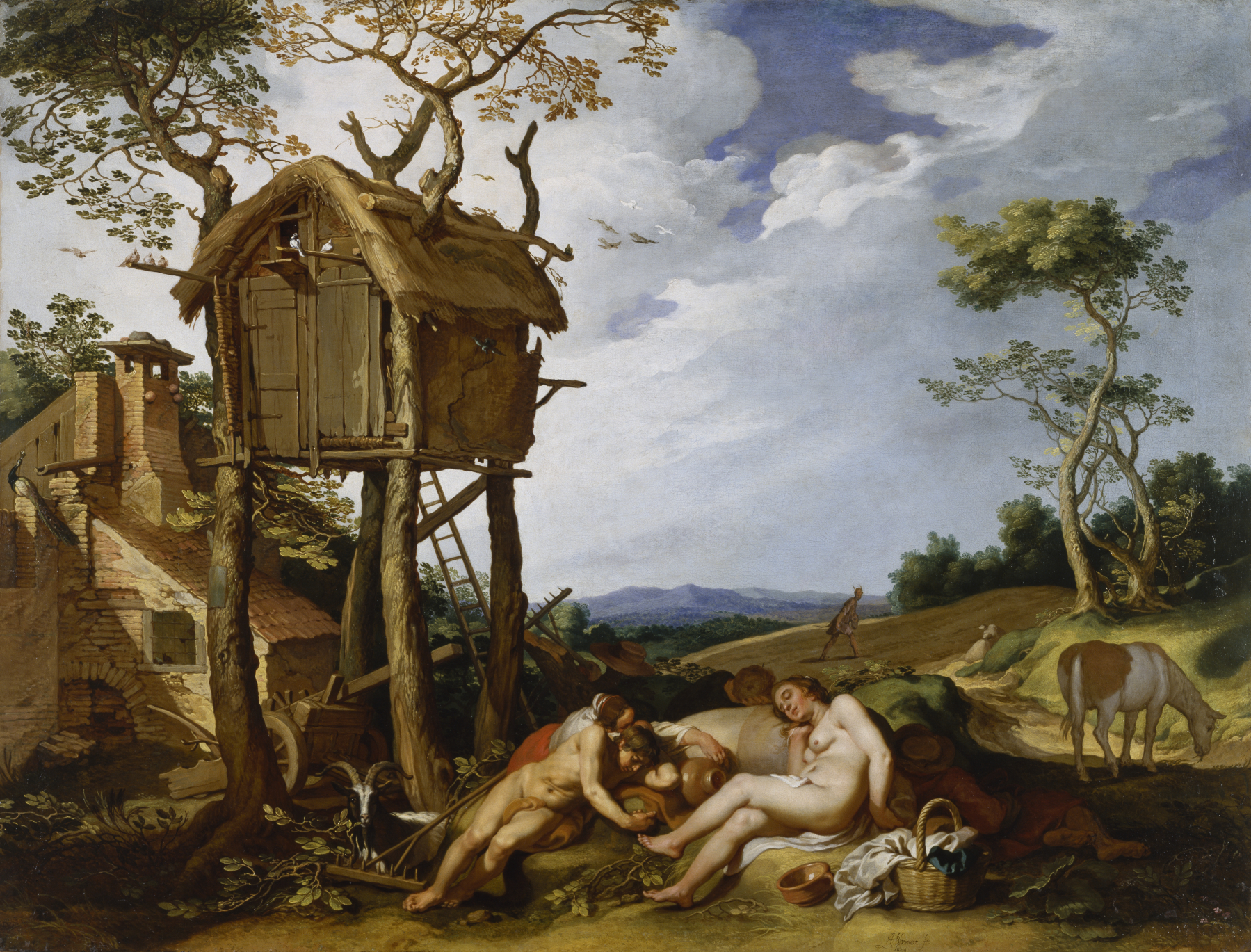
Vidéki tájkép :példázat búza és konkoly keveredése (1624)
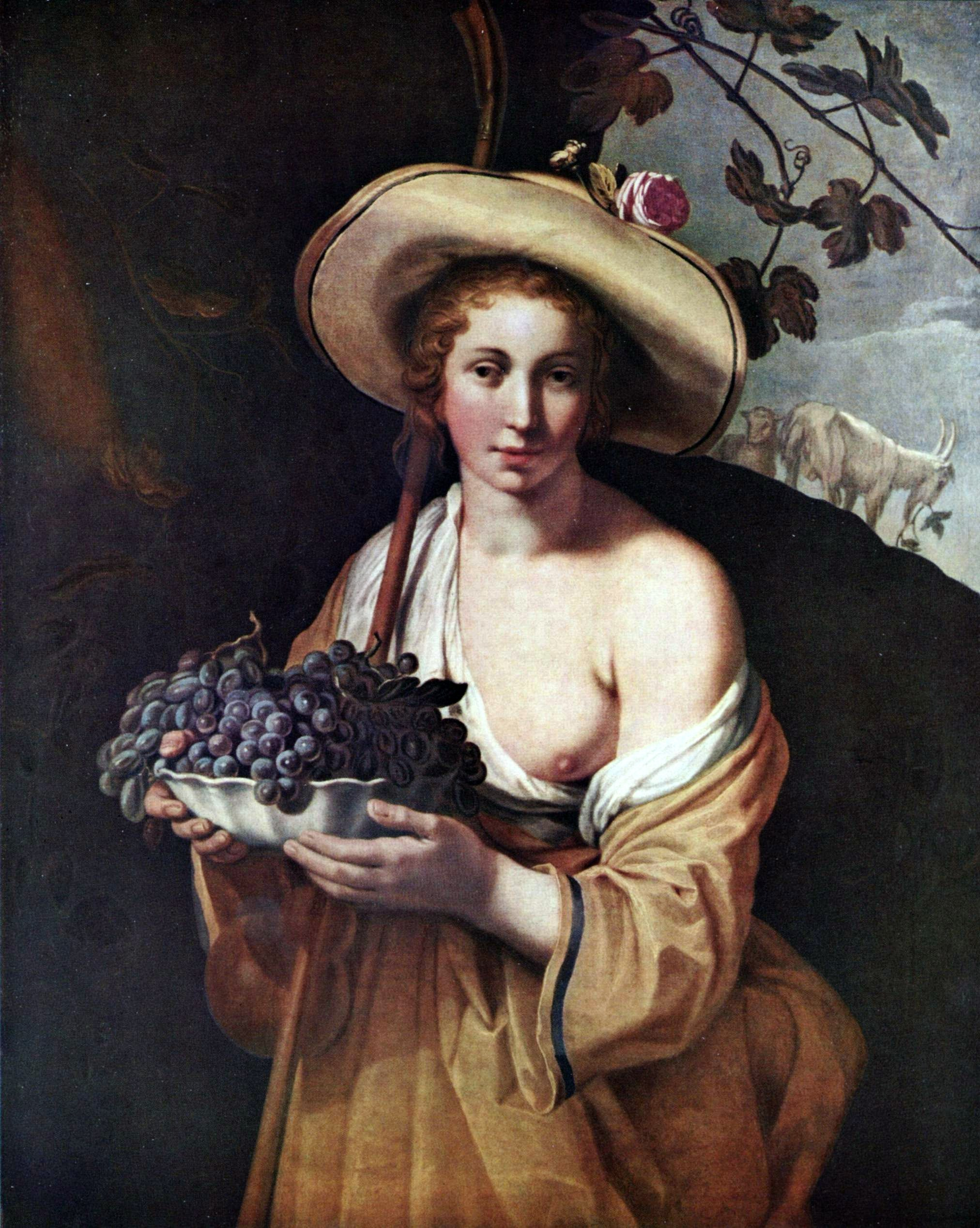
Pásztorlány szőlővel (1628)
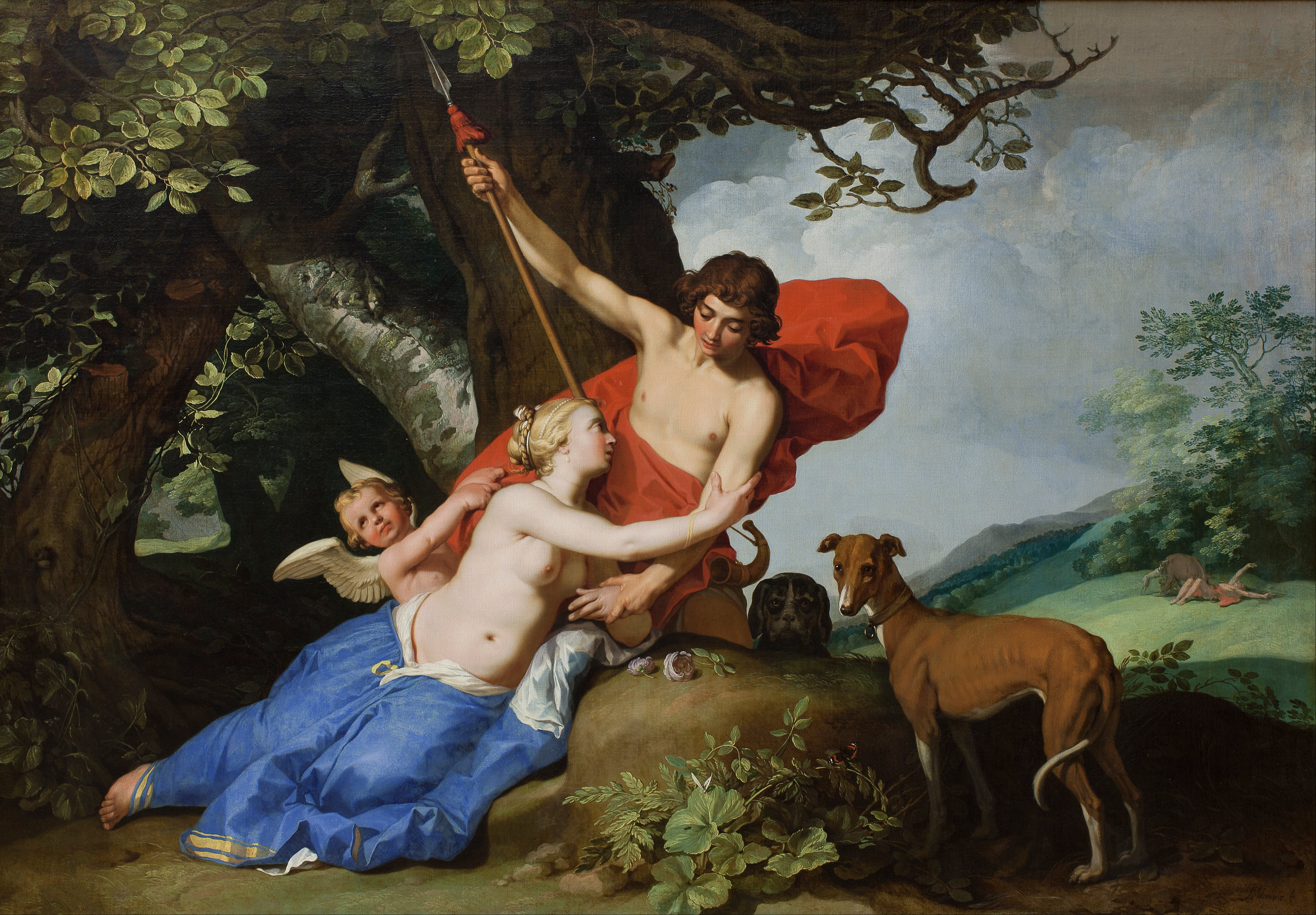
Vénusz és Adonisz (1632)
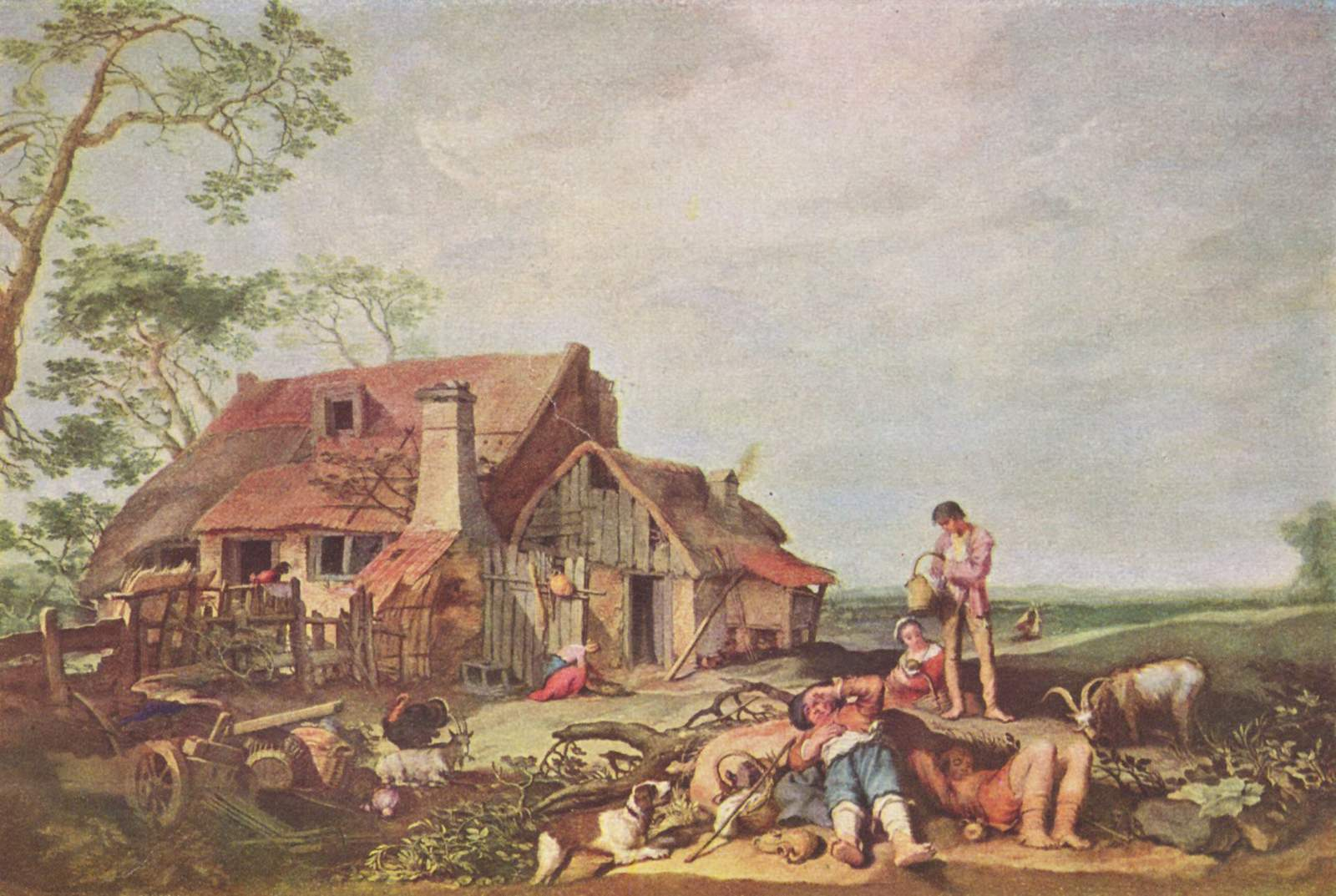
Parasztudvar